# Napoleon XIV
Napoleon XIV (XIV. Napóleon), születési nevén Jerry Samuels (New York, 1938. május 3. – 2023. március 10.) amerikai dalszövegíró, hangmérnök és producer. Ezen az előadói álnéven aratta legnagyobb sikerét a They Are Coming to Take Me Away, Ha-haa! című szerzeményével, amely 1966-ban Top 5 slágerlistára került.

## Előzmények
16 évesen már hivatásos dalszövegíró volt. Ismert zenészek lemezein dolgozott a New York-i Associated Recording Studios munkatársaként, többek között Johnny Ray (To Ev'ry Girl, To Ev'ry Boy), és Sammy Davis Jr. (In the Shelter of Your Arms) albumain is közreműködött. Saját nevén is kiadott kislemezt Puppy Love címmel (1956-ban), de az nem hozott különösebb elismerést számára. Legnagyobb sikere egy 1966-ban „összetákolt” zenei tréfa volt, ami általános meglepetésre a megjelenését követő héten harmadik lett a slágerlistán. Igaz, a Top 40-ben csak öt hétig maradt bent, de ebben az is közrejátszott, hogy több rádióadó levette műsoráról, tartva a szülők és a tisztességes állampolgárok ("righteous citizens") felháborodásától. A felvétel sikere azonban a kiadót arra ösztönözte, hogy egy teljes albumot építsen az ötletre, mivel a They Are Coming to Take Me Away, Ha-Haa! a 60-as évek, sőt, valószínűleg minden idők slágerlistáinak legkülönösebb száma lett. A furcsa, XIV. Lajos francia király és Bonaparte Napóleon nevéből gyúrt álnév viselőjének személyazonossága nem maradt sokáig titokban, a New York-i NewsTalkRadio 77 (WABC)-n Cousin Brucie műsora felfedte az előadó kilétét.
Jerry Samuels 1957-ben egy ideig pszichiátriai kezelés alatt állt – minden bizonnyal ez a tapasztalat is közrejátszott a sikerében.

## They Are Coming to Take Me Away, Ha-Haa!
A felvételen egyetlen hangnyi ének sincs. Az ütősök zaklatott ritmusára narrátor kántálja el balul sikerült románcát, amelybe beleőrült; nemsokára eljönnek érte, hogy elmegyógyintézetbe szállítsák. A hangja egyre magasabb, tempója egyre feszítettebb, majd mániás depressziót idéző, természetellenes, rikácsoló tónusra vált, és a háttérben sziréna szólal meg. A visszatérő motívumok is tovább fokozzák a szám feszültségét, ami lezáratlan marad, a felvétel lekeverve ér véget (fade-out), sugallva, hogy egy véget nem érő, magába visszatérő sirámról van szó. A kántálás, hanghordozás és a ritmus a szöveggel együtt komikus hatást vált ki.
A felvétel egy héttel a megjelenés után már a 3. helyet foglalta el a Top 5 slágerlistán, és a Top 40 listán öt hétig szerepelt. Több mint egymillió példányt adtak el belőle, így aranylemezt is hozott előadójának.
A kislemez második oldalán egy, az első oldalnál is meghökkentőbb felvétel volt hallható: a !aaaH-aH ,yawA eM ekaT oT gnimoC er'yehT. Amint a szó végi nagybetűk sejtetik, ez az A oldalon található felvétel, visszafelé.
Jerry Samuels mindössze egyetlenegyszer, 1966-ban adta elő közönség előtt a They Are Coming to Take Me Away, Ha-Haa! című számot, de többé nem volt hajlandó rá. Azt mondta, hogy úgy érezte: a közönség rajta nevet, és nem vele. Helyette más, meg nem nevezett előadókat kértek fel, hogy az élő fellépések során a sikerdalt bemutassák. Jerry Samuels ezt a helyzetet némi iróniával a Milli Vanilli fellépéseihez hasonlította.

### Kiről szól a szám?
Kérdéses, hogy vajon kiről vagy miről is szól a felvétel. A szöveg kétértelmű: éppen úgy elképzelhető, hogy a narrátor szerelmének tárgya egy hölgy, de az is, hogy egy kutya. A harmadik versszak utalásai inkább az utóbbira engednek következtetni:
| (angolul) "I cooked your food, I cleaned your house (…) they'll put you in the ASPCA, you mangy mutt!!! " | (magyarul)„Megfőztem az ételed, kitakarítottam a házad (…) bevisznek majd az ASPCA-hez, te rühes korcs ” |
| – Napoleon XIV                                                                                            | |

A problémát az jelenti, hogy a mangy mutt kifejezés abban az időben elterjedt szitokszó volt, és szó szerinti értelemben vonatkozhatott kutyára, de átvitt értelemben „mocskos gazember” jelentésben is használták. A helyzet megítélésén nem sokat segít az sem, hogy az ASPCA feloldása The American Society for the Prevention of Cruelty to Animals. Az állatvédő szervezet említése is értelmezhető közvetlen, vagy átvitt értelemben.
A kérdést érdekes megvilágításba helyezi, hogy Jerry Samuels önálló kislemezének címe Puppy Love volt, ami lehet Kutyahűség, vagy még inkább (szó szerinti fordításban) Kölyök szerelem – a „kölyök” jelentésű "puppy" szó kifejezetten a kutyafélék kölykére használatos. Természetesen nem csak a magyar szerelmesek hívhatják egymást „kutyuskámnak”, de angol nyelvterületen is használatos a "puppy" becézésre is.[forrás?]

### A felvétel készítése
Jerry Samuels kilenc hónapig dolgozott a felvételen, mivel a technikai eszközökön kívül semmije sem volt meg hozzá. A stúdió, ahol dolgozott, munkaidő után olyannyira rendelkezésére állt, hogy nem ritkán ott is aludt; ellenben nem voltak zenészek, akik segítették volna. A ritmusszekció alapját egy ismerősével vette szalagra, de az ismerős valójában rosszul dobolt, így egy mindössze hét másodperces mintát sikerült összehozni vele. Ezt a mintát másolgatta Samuels egymás után – ez a titka annak, hogy a ritmusszekció meglepően pontos. Nem ugyanazt a ritmust játsszák végig, hanem ugyanazt a hét másodpercet halljuk újra és újra. A ritmus mellé tapsra is szükség volt, de Samuels hiába hívott el egy kisebb seregre való ismerőst, csak hárman mentek el a felvételre, amire meglehetősen késői időpontban, éjjel kettőkor kerülhetett csak sor. Három emberrel kellett megoldani azt, amit eredetileg egy nagyobb csoporttal szeretett volna. A három ember tapsa kevésnek bizonyult, ezért Samuels arra kérte a közreműködőket, hogy a combjukon verjék a ritmust. Csakhogy ez a módszer sem volt megfelelő, mert a ruha tompította a hangot. Samuels ezért arra kérte a segítőit, hogy vegyék le a nadrágjukat, és a csupasz combjukon „tapsoljanak”. Mivel erre már nem voltak hajlandók, végül három ember tapsolását rögzítette, majd a felvételt többször önmagára másolva állította elő a kívánt effektet (ez az eljárás az overdub). Az akkori stúdiótechnika azonban nem csak a tapsot, de a szalagzajt is sokszorosította, amitől a felvételnek elég sajátos hangzása lett. A refrének alatti szirénázáshoz is csak egyetlen szirénát sikerült szereznie, így a refrénenként belépő újabb és újabb szirénák hangját is az említett overdub technikával kellett megoldani.
A versszakok végén rikácsolóvá emelkedő hangot is a stúdiótechnika kreatív használatával állították elő: a felvételt végző ismerős mindig egy kicsivel lassabbra kapcsolta a felvevő fordulatszámát, ami visszajátszáskor hisztérikusnak hangzó hangmagasság-emelkedést eredményezett. A későbbi feldolgozásoknál ezt az effektust nem alkalmazták, amivel a számot az egyik jellegzetességétől fosztották meg.

## Utóélete
A Warner Bros. kiadó még 1966-ban nagylemezt adott ki, meglovagolva a koncepció sikerét. Az album felvételeit azonban már nem Jerry Samuels írta, hanem a vígjátékszerző Jim Lehner és Bobby Gosh zeneszerző. A lemezen található felvételek megmaradtak az őrültség, elmebaj, diliház témakörben. Az ötletben azonban már nem volt annyi, hogy az album megismételje a kislemez sikerét. Napoleon XIV egy újabb albumra is készült, de az sohasem került a közönség elé. A tervezett címe (For God's Sake, Stop the Feces! – Az Isten szerelmére, állítsák meg ezt a szart!) alapján ez egy igen jó döntés lehetett.
A kislemez sikere azonban nem múlt el nyomtalanul: egy bő évtizeddel később, 1978-ban a Warner Bros. ismét kiadta a They Are Coming to Take Me Away, Ha-Haa! albumot, majd 1985-ben a Rhino kiadó jelentette meg újabb kiadásban. Ezeken az albumokon, bár a borítón szerepelt a !aaaH-aH ,yawA eM ekaT oT gnimoC er'yehT című felvétel is, a lemezekre nem került fel, egy 1996-os utánnyomáson azonban bónuszként szerepel, bár a borítóra nem került fel.[forrás?]
A felvétel sikere különös módon élt tovább: a fiatalok nem hagyták ki, ha valakit a nevetségességig fel lehetett vele bosszantani. Hatását tekintve a mémek közé sorolható, különössége révén kultikus tiszteletnek örvend ma is.
Jerry Samuels a későbbiekben nem tudta megismételni e felvétel sikerét, de némi kitérők után többnyire továbbra is dalszövegíróként és zenéléssel foglalkozott. Philadelphiában közösségek, szülő- és nyugdíjasotthonok lakóit szórakoztatta, mint zongorista. 1984 óta a Delaware Valley-ben és környékén The Jerry Samuels Agency néven egy tehetséggondozó ügynökséget vezet, amely elsősorban a nyugdíjasotthonok szórakoztatására szakosodott. Jerry Samuels maga is fellép időnként.
Amikor 1985-ben a Rhino újra kiadta a They Are Coming to Take Me Away, Ha-Haa! albumot, Jerry Samuel úgy kommentálta a dolgot, hogy valószínűleg ő a legnépszerűbb előadó Philadelphia és Delaware Valley nyugdíjasotthonaiban.
2005-ben a német Neuroticfish Gelb című lemezén is megjelent a They Are Coming to Take Me Away feldolgozása (rövidített címmel: a Ha-Haa kimaradt belőle), az előadó stílusához igazítva. Az ehhez készült videóban is megjelenik a „nő vagy kutya?” dilemma.

### „Inspirált művek”
A They Are Coming to Take Me Away, Ha-Haa! már a megjelenése évében számos átdolgozást, választ ért meg. Egy Josephine XV nevű formáció az I'm Happy They Took You Away, Ha-Haa! címmel válaszolt a felvételre. Ez felkerült a The Second Coming nagylemezre is. Készült egy They Took You Away! I'm Glad! I'm Glad! című válasz is, a Teddy & Daniel's előadásában.
Jelentős hasonlóság fedezhető fel a They're Taking The Hobbits to Isengard! című felvétellel is, amely A Gyűrűk Ura paródiájaként került fel a YouTube-ra.

### Megítélése
1990-ben a Calypso Rádióban Déri János azzal a felvezetéssel játszotta le a They Are Coming to Take Me Away, Ha-Haa! számot, hogy Jerry Samuels jóval megelőzve a korát, a rap előképét alkotta meg.[forrás?] Közösségi oldalakon, így például a YouTube-on számos látogatói hozzászólásban ismétlődik ugyanez a vélemény, míg a Bats in my Belfry című számot a hiphop ősének titulálják.

## Lemezei

### Kislemezek
Az alábbi listán dőlt betű jelzi a Napoleon XIV néven kiadott lemezeket.
- 1956: Puppy Love/The Chosen Few
- 1959: Dancing With a Memory/Dancing Partner
- 1961: Good Luck Orville!/Treasure Supreme
- 1966: They're Coming to Take Me Away Ha Haa!/!aaH aH yawA eM ekaT ot gnimoC er'yehT
- 1966: I'm in Love with My Red Tricycle/Doin' the Napoleon
- 1973: I Owe a Lot to Iowa Pot/Who Are You to Tell Me Not to Smoke Marijuana?
- 1974: Can You Dig It?/This Is Planet Earth
- 1976: They're Coming to Take Me Away Ha Haa!/Photogenic, Schizophrenic You
- 1990: They're Coming to Take Me Away Ha Haa!/They're Coming to Get Me Again Ha Haa!

### Nagylemezek
- 1966: They're Coming to Take Me Away Ha Haa! (Warner Bros. LP 1661)
- 1968: For God's Sake, Stop the Feces (Warner Bros. – kiadatlan maradt)
- 1985: They're Coming to Take Me Away Ha Haa! (Rhino – az 1966-os felvétel újabb kiadása. LP 816)
- 1996: The Second Coming (Napoleon XIV)|The Second Coming (Rhino / WEA, Rhino R2 72402)